# Kia Picanto
A Kia Picanto egy kiskategóriás autó, melyet a dél-koreai Kia Motors gyárt 2004 óta. Az autó Dél-Koreában, Hongkongban, Tajvanon és Chilében Kia Morning néven ismert, míg Vietnámban Kia New Morning a neve. Az első generációt Malajziában Naza Suria és Naza Picanto modellnév alatt árulták. A modell kizárólag a Kia Motors Donghee-val közös gyárában, a szeoszani üzemben készül.

## Első generáció (2004–2011)
A Picanto első generációjának hivatalos bemutatójára a 2003-as Frankfurti Autószalonon került sor. A kocsi a Hyundai Getz padlólemezének rövidített változatára épült és kizárólag ötajtós ferde hátú karosszériával volt kapható. Eleinte kétfajta benzinmotorral volt kapható, egy 1,0 literes négyhengeressel, mely 61 lóerős (45 kW) teljesítmény és 86 Nm-es nyomaték leadására volt képes, valamint egy 1,1 literessel, mely 65 lóerős (48 kW) volt és 97 Nm-es nyomatéka volt. Mindkettő többpontos üzemanyag-befecskendező rendszerrel készült. Emellett Európában kapható volt még hozzá egy 1,1 literes, soros háromhengeres dízelmotor is, mely a Kia Cerato 1,5 literes, négyhengeres motorján alapult, közvetlen üzemanyag-befecskendezéssel és változó geometriájú turbófeltöltővel szerelték. Ez 75 lóerős (56 kW) teljesítményt és 153 Nm-es nyomatékot adott le. A benzinmotorok kombinált fogyasztása 5,1, illetve 5,2 liter volt száz kilométerenként, a dízelé pedig 4,4 liter. A benzinmotoros változatokhoz extraként rendelhető volt automata sebességváltó, néhány országban pedig egy 1,2 literes motor is rendelhető volt az autóhoz, ugyanolyan, mint amilyen a Hyundai i10-be is került.
Annak érdekében, hogy az európai piacokon is jó esélyekkel induljon a Picanto, a Kia olyan felszerelésekkel látta el, mint az MP3 lejátszásra is képes CD-lejátszó, első és hátsó elektromos ablakok, távirányítós ajtónyitás és elektromos tükrök. Ezekre a berendezésekre egy rövid reklámkampány hívta fel a figyelmet, a világhírű raliversenyző, Marcus Grönholm főszereplésével.

### Modellfrissítések
A Picanto 2007 végén esett át először modellfrissítésen. A főbb változtatások közé tartoztak az átalakult első és hátsó lámpatestek, az új lökhárítók és hűtőrácsok. Emellett a szervokormány működése hidraulikusról elektromosra módosult. Az Egyesült Királyságba és Ciprusra exportált darabokban az indexkapcsoló a bal helyett a jobb oldalra került. Az olasz piacon az 1,0 literes benzinmotorból megjelent egy benzin/gázos változat is.
2010-ben az első generáció ismét átesett egy kisebb modellfrissítésen, az apró külső és belső változtatások legjelentősebbje az volt, hogy a kocsi megkapta a "tigrisorr" hűtőrácsot, mely azóta a Kia védjegyévé és fontos ismertetőjegyévé vált, mely minden modelljén megtalálható.

### Biztonság
Az Euro NCAP töréstesztet egy 2004-es, balkormányos változaton végezték el.
| Teszt                    | Eredmény | Pontszám |
| Összesen:                | N/A      | N/A      |
| Felnőtt utas:            | 3/5      | 17       |
| Gyermek utas:            | 4/5      | 37       |
| Gyalogos:                | 1/4      | 6        |
| Kiegészítő berendezések: | N/A      | N/A      |

### Galéria
- 2007-es (első modellfrissítés utáni) Kia Picanto
- Modellfrissítés utáni Picanto hátulról
- 2010-es Kia Morning
- A "tigrisorr" hűtőmaszk egy 2010-es Morningon

## Második generáció (2011–)
A második generációs Picantót a 2011-es Genfi Autószalonon mutatta be a Kia Motors. Az autót a gyár európai tervezőközpontjában, Frankfurtban tervezték, Peter Schreyer irányítása alatt. Az új modell tengelytávja és hossza is nagyobb, mint elődjéé. Kétféle benzinmotor kapható hozzá, egy 1,0 literes háromhengeres, valamint egy 1,25 literes négyhengeres. Az európai piacra készülő 1,25 literesekben megtalálható a Kia start-stop rendszere is. Az 1,0 literes kapható benzin/gázos változatban, Brazíliában pedig rugalmas üzemanyag-felhasználású variánsa is van, mely benzin mellett etanollal is képes üzemelni.
A Picanto az egész világon megvásárolható Észak-Amerika, Venezuela, Kína és Szingapúr kivételével. A háromajtós ferde hátú karosszéria kizárólag az európai piacokon kapható, mindenhol máshol csak ötajtós változat létezik a kocsiból. Mind a három-, mind az ötajtós változat hossza és tengelytávja megegyezik, csupán az ajtók és a lökhárítók formájában figyelhetők meg kisebb különbségek. Dél-Koreában létezik egy Sport Pack nevű felszereltségi csomag, melyhez a háromajtós változat sportosabb lökhárítói járnak, belülre pedig digitális sebességmérő kerül.
Egyes országokban a Picanto név különböző utótagokat kap, főképp marketing megfontolások miatt, ilyen például a Picanto Ion Kolumbiában, a Picanto R Ecuadorban, a Picanto Flex Brazíliában, a Picanto K1 Thaiföldön vagy a Picanto 1250 Új-Zélandon. Indonéziában az 1,0 literes változat Morning 1.0 néven van jelen, hogy minél könnyebben megkülönböztethető legyen az 1,25 literes motorral szerelt Picanto 1.2-től.

### Modellfrissítések
A 2014-es modellévben a hagyományos dél-koreai változatok is megkapták a háromajtós európai darabok első és hátsó lökhárítóit, valamint LED-es nappali menetfényeit. A belsőtér átalakított műszeregységet kapott, digitális sebességmérővel, valamint rendelhető extrák sorába bekerült egy érintőképernyős multimédiarendszer is. Az megújult modellbe emellett hét légzsák és kanyarodási fékszabályzó (CBC) rendszer is került. A motorkínálatba bekerült egy új "Eco-Plus" nevű darab, melyhez fokozatmentes sebességváltó (CVT) jár. Az előbb felsorolt változtatások kizárólag a dél-koreai darabokra igazak, a nemzetközi változatok mindezekből kizárólag az európai lökhárítókat kapták meg.
2015-ben megújultak a Picanto lökhárítói és ködlámpái. Emellett megjelent egy turbófeltöltős változat is az 1,0 literes Kappa II-es motorból, mely a hagyományos 69 lóerő helyett 106 lóerős teljesítmény leadására képes. Emellett extraként rendelhetők 252 mm-es első féktárcsák az alapfelszereltségbe tartozó 241 mm-esek helyett. A megújított változat 2015 márciusában debütált a Genfi Autószalonon és a hónap végétől megvásárolhatóvá vált Európában.

### Picanto R-Cross
2013 novemberében a Kia hollandiai képviselete kiadott egy limitált példányszámú változatot, Picanto R-Cross néven. A Volkswagen CrossUp vetélytársának szánt változatra a kerékívek köré fekete kiegészítő karosszériaelemek kerültek, az autót pedig 14 colos könnyűfém kerekekkel szerelték. Mindössze 500 ilyen darab készült.

### Marketing
Az új Picanto marketingkampányának részeként a Kia Motors elkészítette a világ első műköröm-animációs reklámvideóját. Több, mint 900 műkörmöt és 1200 üveg körömlakkot használtak fel, mire megfestették a különböző aprólékos mozgásokat. A munka 25 napot vett igénybe, és egy körömre átlagosan 2 órát fordítottak.
Az Egyesült Királyságban a Picanto a hivatalos szponzora az ITV Take Me Out című párkeresőműsorának. A Kia UK több olyan videót is közzétett YouTube csatornáján, mely egyaránt népszerűsíti a műsort és az autót is. Minden ilyen videóban Natasha Barrero színésznő szerepel, aki egy háromajtós fekete Picantót vezet, mielőtt különböző férfiak megbámulnák.

### Fogadtatás
A Picanto második generációja Európa szerte pozitív fogadtatásban részesült. A brit Top Gear magazin például jól átgondolt, jól felszerelt, praktikus és elérhető árú kisautóként írta le, mely komoly vetélytársa lehet a drágább európai modelleknek. A végső értékelésben a tízből hét pontot adott az autónak. A What Car? című laptól ötből három pontot kapott, melyet belső terével, kényelmes üléspozíciójával, magas felszereltségével, valamint hétéves garanciaperiódusával ért el, utóbbival egyetlen vetélytársa sem tudta felvenni a versenyt. Az Auto Expresstől ennél is jobb pontszámot, egészen pontosan 3,8-et kapott, a modellről szóló cikk külön kitért a karosszériadizájn és a "tigrisorr" hűtőrács dicséretére. Az író szerint a Picanto mellett a Hyundai i10 unalmasan, a Fiat 500 pedig ódivatúan néz ki. A magazin emellett a kocsit tízes listáján a hatodik legjobb városi kisautóként rangsorolta. Ben Barry, a Car Magazine szakírója ötből négy ponttal jutalmazta a Picantót, mely szerinte egy remekül összerakott autó, amit jó érzés vezetni, akár városban, akár autópályán.

### Díjak
Az autó 2011-ben elnyerte az iF termékdizájn díját a közlekedés kategóriájában, majd 2012-ben a Red Dot dizájndíjat, szintén a közlekedési eszközök kategóriájában. A Top Gear magazin 2011-ben az év legjobb olcsó autójának nevezte, ugyanebben az évben a skót szakíróktól pedig megkapta a legjobb kisautónak járó díjat. A dél-afrikai Standard Banknál az autók kategóriájában sorozatban háromszor nevezték a lehető legjobb vételnek, 2011 és 2013 között.

### Biztonság
Az Euro NCAP teszt során egy 2011-es, ötajtós, balkormányos változatot használtak.
| Teszt                    | Eredmény | Pontszám |
| Összesen:                | 4/5      | 91       |
| Felnőtt utas:            | 86%      | 31       |
| Gyermek utas:            | 83%      | 40       |
| Gyalogos:                | 47%      | 17       |
| Kiegészítő berendezések: | 43%      | 3        |

Az ASEAN NCAP (ázsiai töréstesztek) során 2013-as, ötajtós, jobbkormányos változatokat használtak. Az egyik teszten egy Malajziában kapható, hatlégzsákos, ESC menetstabilizálóval és Isofixszel felszerelt változatot, a másikon egy thaiföldi, légzsák nélküli darabot alkalmaztak.
| Teszt                          | Eredmény |
| Felnőtt utas:                  | 4/5      |
| Felnőtt utas (légzsák nélkül): | 0/5      |
| Gyermek utas:                  | 4/5      |
| Gyermek utas (légzsák nélkül): | 1/5      |

### Galéria
- Egy óriási, 2:1 méretarányú Picanto a Szöuli Autószalonon
- 2011-es, háromajtós Picanto elölről
- 2011-es, háromajtós Picanto hátulról
- 2011-es, ötajtós Picanto
- 2011-es, ötajtós Picanto hátulról
- 2014-es Fülöp-szigeteki modell
- A "tigrisorr" egy Fülöp-szigeteki modellen
- 2015-ös, vietnámi Morning

## Megbízhatóság
2013 januárjában a Picanto az Egyesült Királyság legmegbízhatóbb autója lett, a Moneysupermarket.com és a Warranty Direct biztosító adatai alapján. Az eredmény úgy jött ki, hogy a tulajdonosok által jelentett hibák alapján minden autó kapott egy úgynevezett megbízhatósági indexet, egy nullától százig terjedő skálán, ahol a 0 jelentette a teljes problémamentességet, a 100 pedig a lehető leggyakoribb meghibásodást. A Picanto megbízhatósági indexe 3,00 lett, minden más modellt megelőzve ezzel.

## Motorsport
A Kia Motors Polska és a Grupa Lotos olajipari cég létrehozott egy Kia Lotos Race nevű versenysorozatot Lengyelországban, melyben a résztvevők Kia Picantókkal versenyeznek.

## Kínai másolat
2015-ben a Yogomo kínai autógyártó cég bemutatott egy Yogomo 330 nevű elektromos autót, mely külsőleg a második generációs Picanto másolata.

## Külső hivatkozások
- A Kia Picanto a Kia hivatalos nemzetközi oldalán
- A Kia Picanto a Kia hivatalos magyar oldalán